# Cadillac Series 62
Cadillac Series 62 — ряд автомобилей, производившихся Cadillac с 1940 по 1964 год. В модельном ряду они заменили 65-ю серию. В 1959 году они были переименованы в Series 6200, а в 1965-м — были заменены на Cadillac Calais.

## 1940—1941 годы

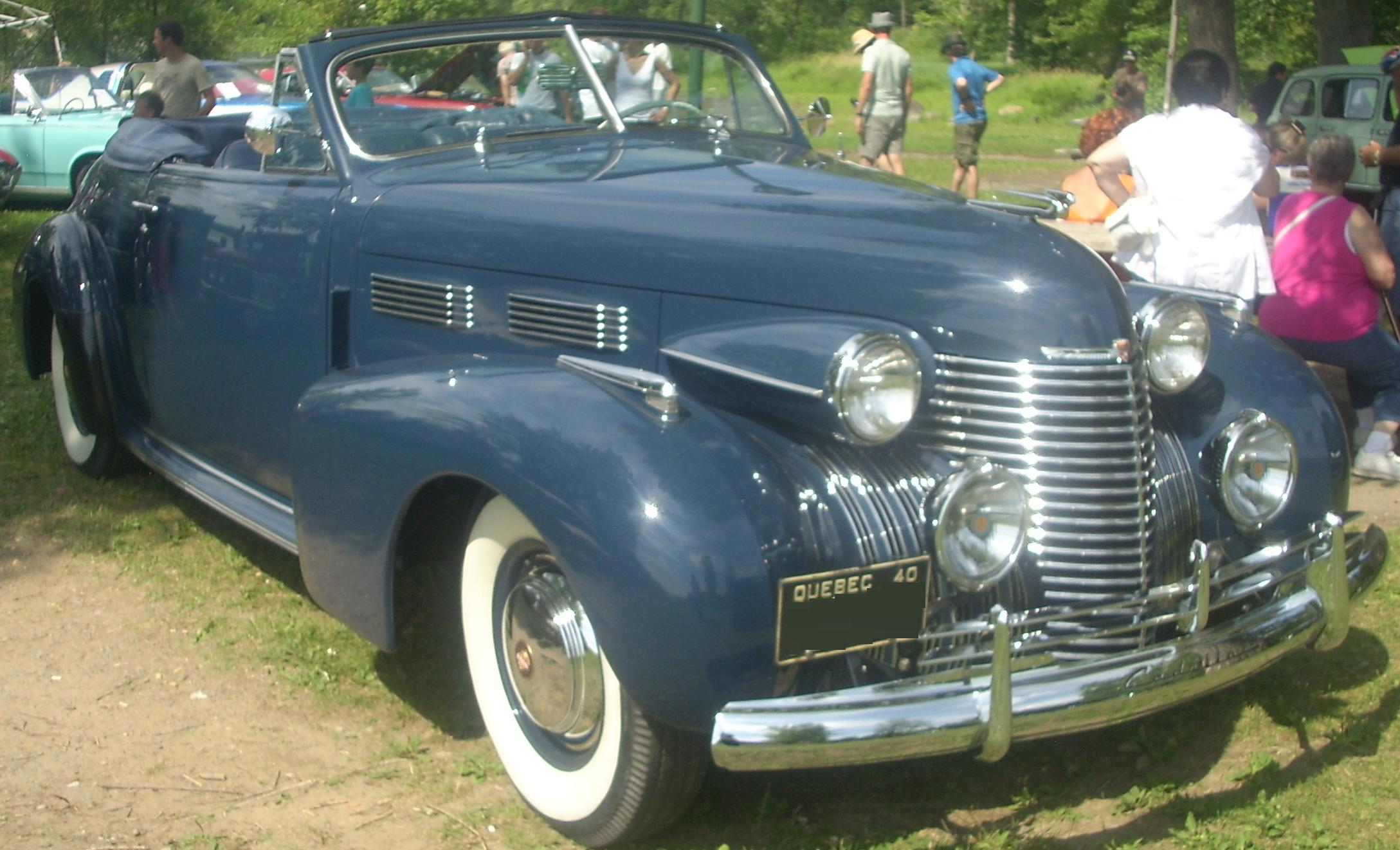
1940 Cadillac Series 62 2-дверный кабриолет

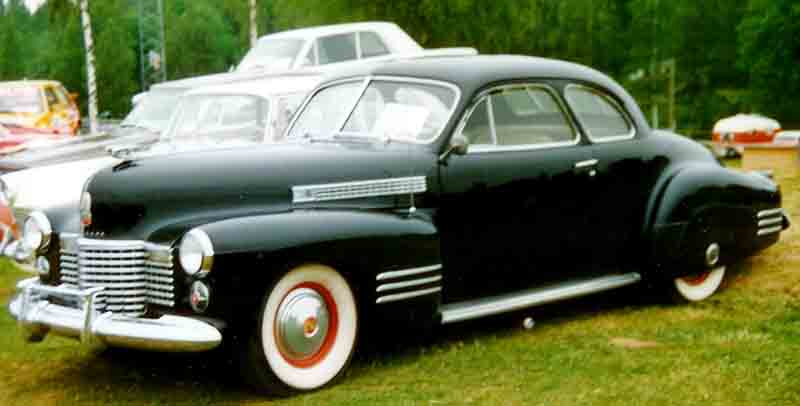
1941 Cadillac Series 62 купе

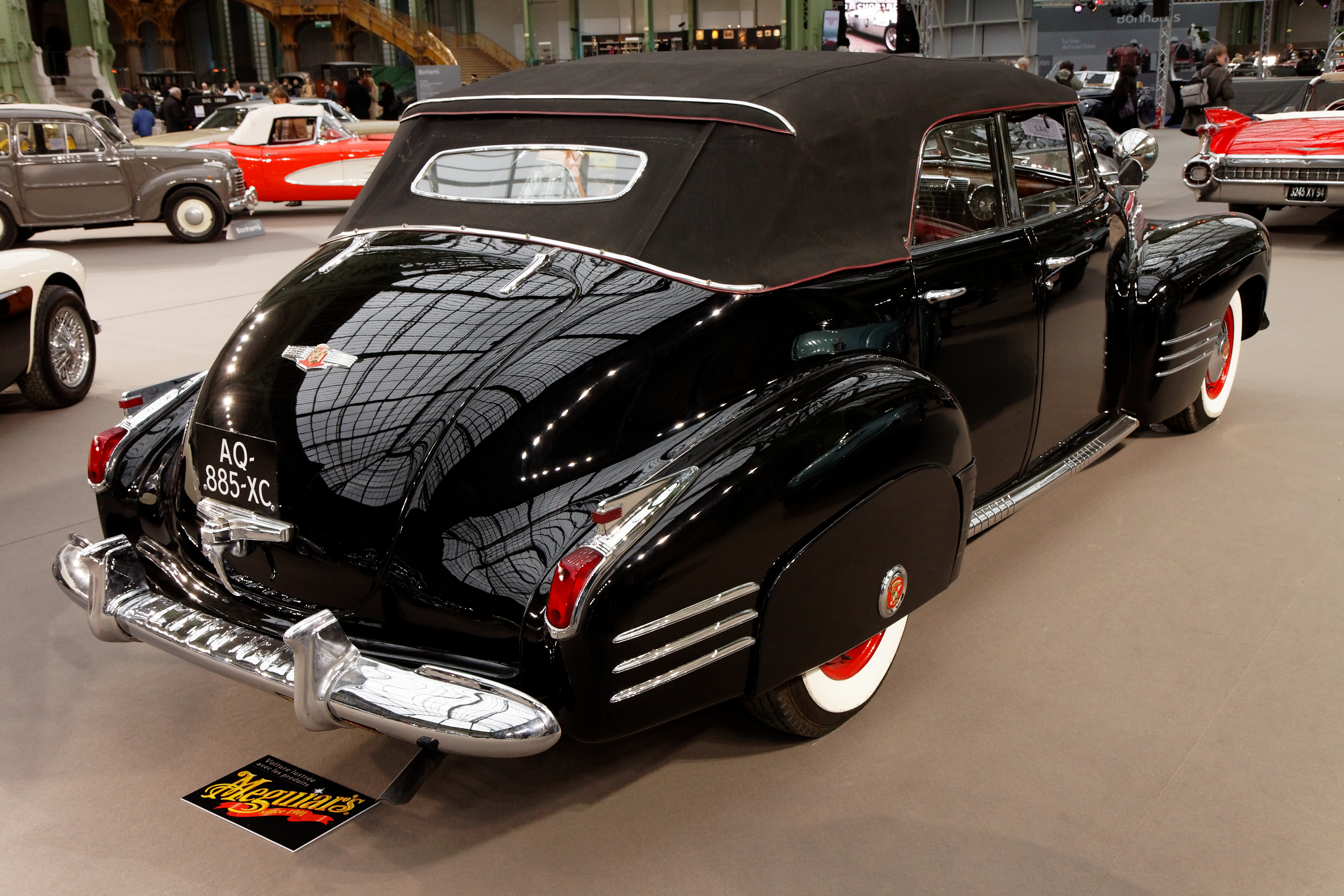
1941 Cadillac Series 62 4-дверный кабриолет

Series 62 с кузовом от Fisher заменил Cadillac Series 61 на низшей ступени модельного ряда в 1940 году. Низкий, гладкий кузов «Торпедо» включал хромированные окантовки окон, более наклонённое лобовое стекло и изогнутые задние окна. Платформа C-body, которую Cadillac Series 62 1940 года принимал совместно с Buick Roadmaster и Super, Oldsmobile Series 90 и Pontiac Torpedo, получила новый интерьер, салон стал на 13 см шире; сам автомобиль стал на 5—8 см ниже. Коробка передач переместилась с пола на рулевую колонку, поэтому шестиместный салон стал ещё комфортнее. Эти изменения, очевидно, были под влиянием Cadillac Sixty Special. Особенностью, отличающей все Кадиллаки V-8, стала решётка радиатора. Несмотря на то, что она имела те же формы, что и в 1939 году, рёбра решётки стали тяжелее, их стало меньше. По обеим сторонам капота появились прямоугольные решётки, разделённые на две части. Подножки были бесплатной опцией. Series 62 был доступен в кузовах купе или седан, двухдверный и четырёдверный кабриолеты были введены в середине года. Продажи составили 5903 штук, что являлось 45 % продаж Cadillac.
В 1941 году передняя часть капота, который получил боковые панели и расширялся в сторону к крыльям, опустилась ниже. Прямоугольные решётки по бокам капота стали одинарными. Прямоугольная решётка радиатора стала шире, вертикальнее и выпучилась посередине. Прямоугольные габаритные огни были встроены в верхние углы решётки радиатора. Фары теперь были встроены в носовую часть крыльев, а встраиваемые противотуманные фары были расположены под фарами. Появились три хромовых «копья» на задней части всех четырёх крыльев. Юбки задних крыльев стали стандартными. Четырёхдверный кабриолет Series 62 выпускался до 1941 года, это был последний четырёхдверный кабриолет в истории Cadillac. Все Кадиллаки оснащались тем же 5,7 л L-head V8 того же года, с ростом мощности до 150 л. с. (112 кВт).
Продажи выросли более чем в четыре раза, до 24 734, что составляло 37 % продаж Cadillac в тот год, это превысило более чем в два раза предыдущий рекорд 1926—27 годов, в частности, в связи с огромной популярностью нового Cadillac Series 61. Очевидно, новый низкий обтекаемый кузов «Торпедо» без подножек и с просторным салоном оказался хитом. В следующем году продажи модели сократились в связи со Второй мировой войной; с тех пор продажи тех моделей не поднимались так высоко.

## 1942—1947 годы

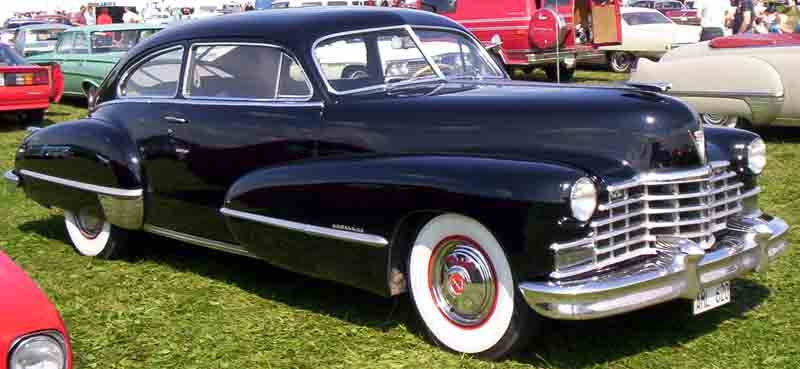
1946 Cadillac Series 62 купе

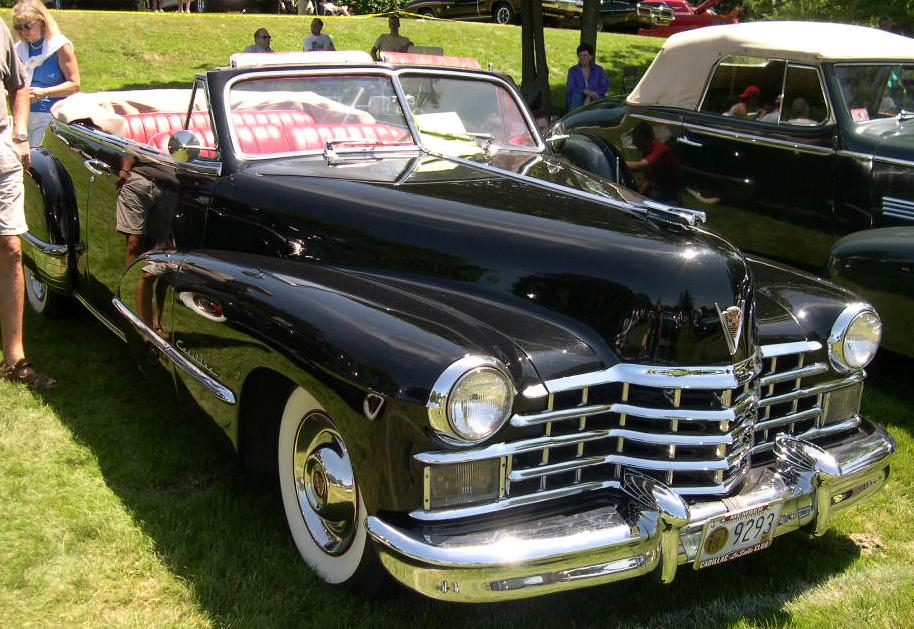
1947 Cadillac Series 62 кабриолет

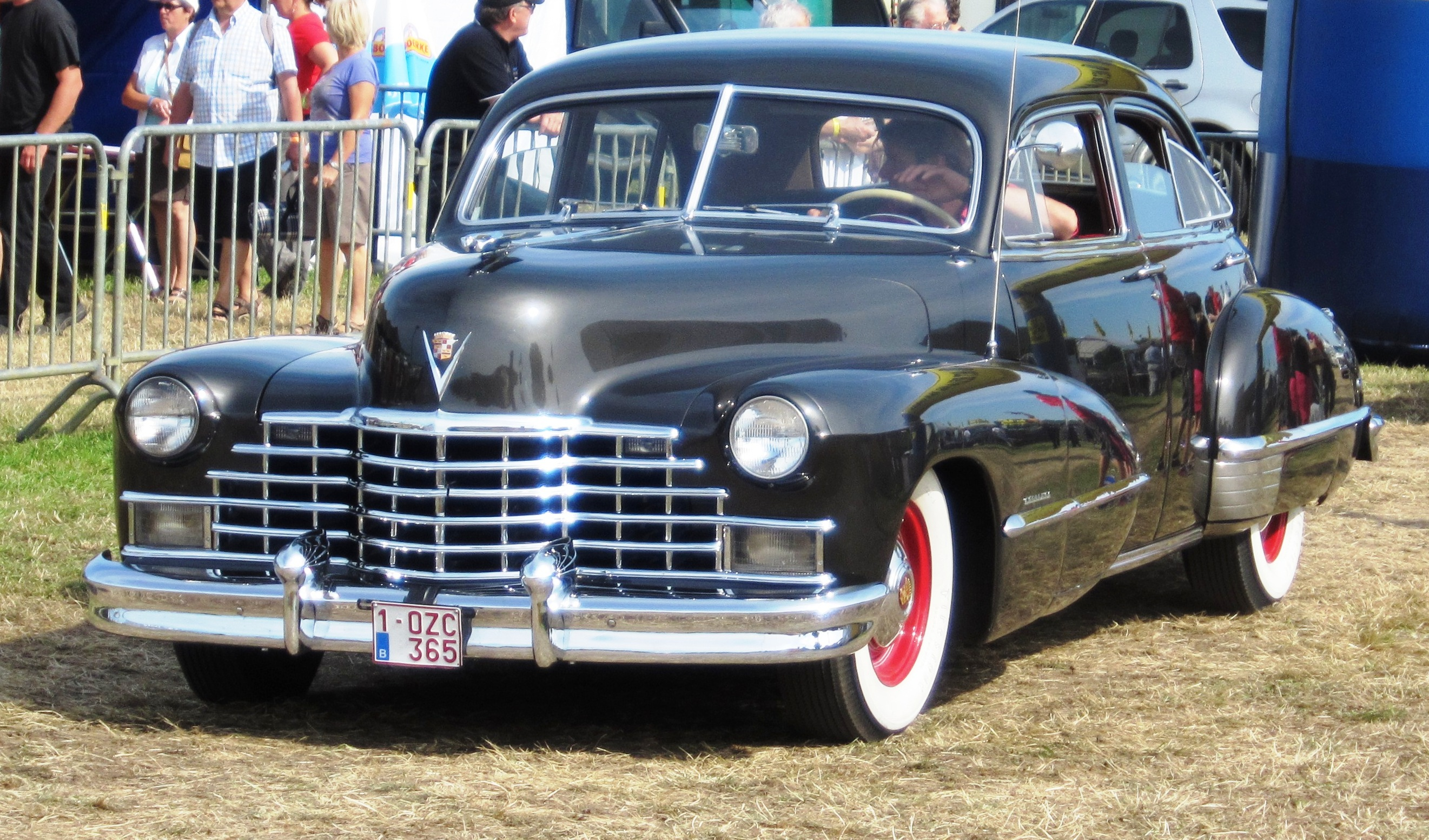
1946 Cadillac Series 62

В 1942 году решётка стала более массивной и с ещё меньшими количеством рёбер. Габаритные огни стали круглыми, противотуманные фары — прямоугольными, и были перенесены в область решётки радиатора. На вершине бампера появился пулеобразная эмблема. Крылья округлились и удлинились, на них появились тяжёлые молдинги по бокам. Передние крылья расширились до передних дверей, а задние — до задних. Новая система вентиляции с воздуховодами, идущими от решётки, заменила вентиляторы на приборной панели. Рычаг ручного тормоза также был заменён на Т-образную тянущую рукоятку. Задвижка радиатора, контролирующая температуру двигателя, была заменена на блокирующий термостат в водной возвратной системе в радиаторе.
В 1946 году Series 62 использовал ту же платформу C-body от GM, так же, как и Cadillac Sixty Special, Buick Super, Buick Roadmaster и Oldsmobile 98. Кузов нотчбэк был характерным для тех автомобилей, как и фастбэк «Club Coupe». Это было отличительной чертой купе Series 62 от серии 61, потому что у обоих не было боковых молдингов на дверях, боковые окна были ниже остальных, а молдинги окон окружали каждое окно индивидуально, а не вокруг всех. Series 62 седан получил форточки на передних и задних окнах. Это был также первый Cadillac, пошедший в серийное производство после Второй мировой войны. Особенности интерьера и технической начинки были подобны тем, которые имелись на Cadillac Series 61, но интерьер был более роскошен.
в 1947 модельном году изменений почти не было. Продажи, однако, достигли рекордных 39 835, что составляло более 64 % всех проданных Кадиллаков.

## 1948—1953 годы

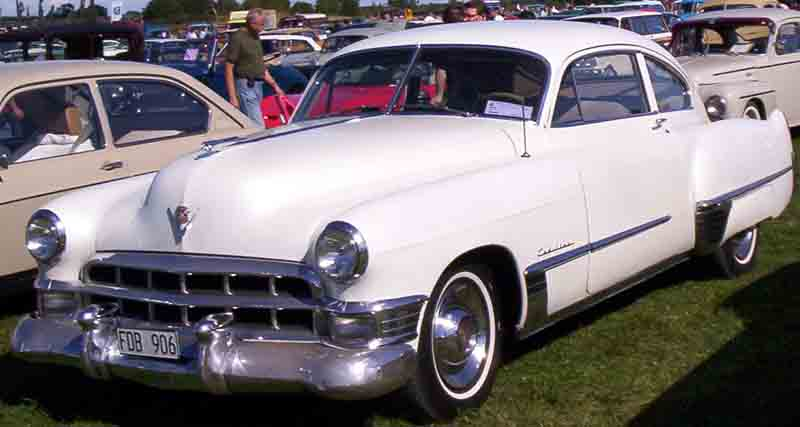
1949 Cadillac Series 62 2-дверное купе

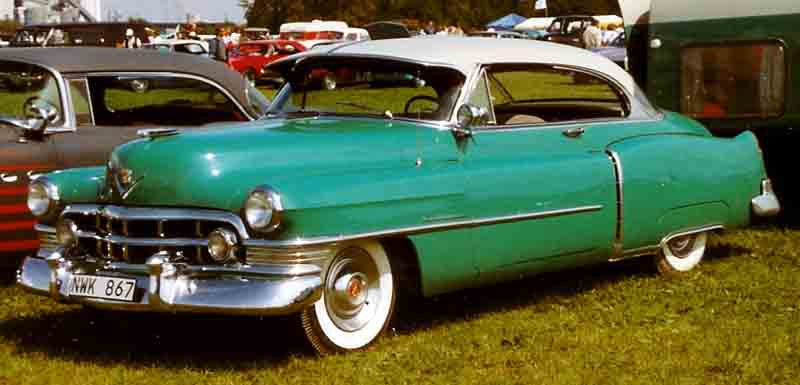
1950 Cadillac Series 62 Coupe de Ville

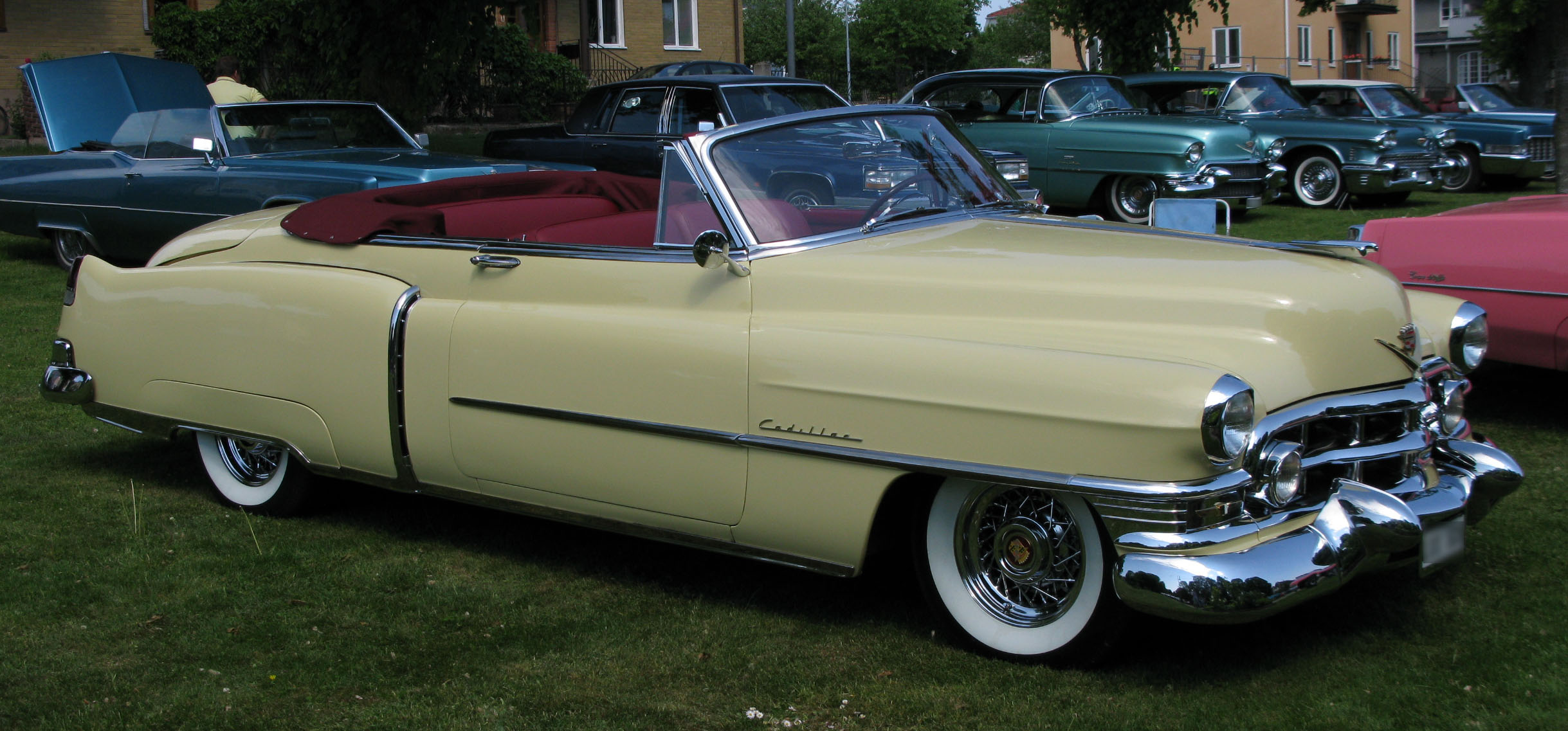
1952 Cadillac Series 62 кабриолет

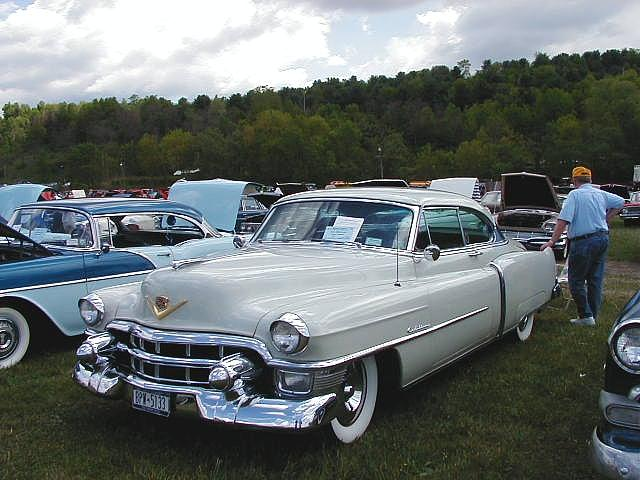
1953 Cadillac Series 62 2-дверный хардтоп

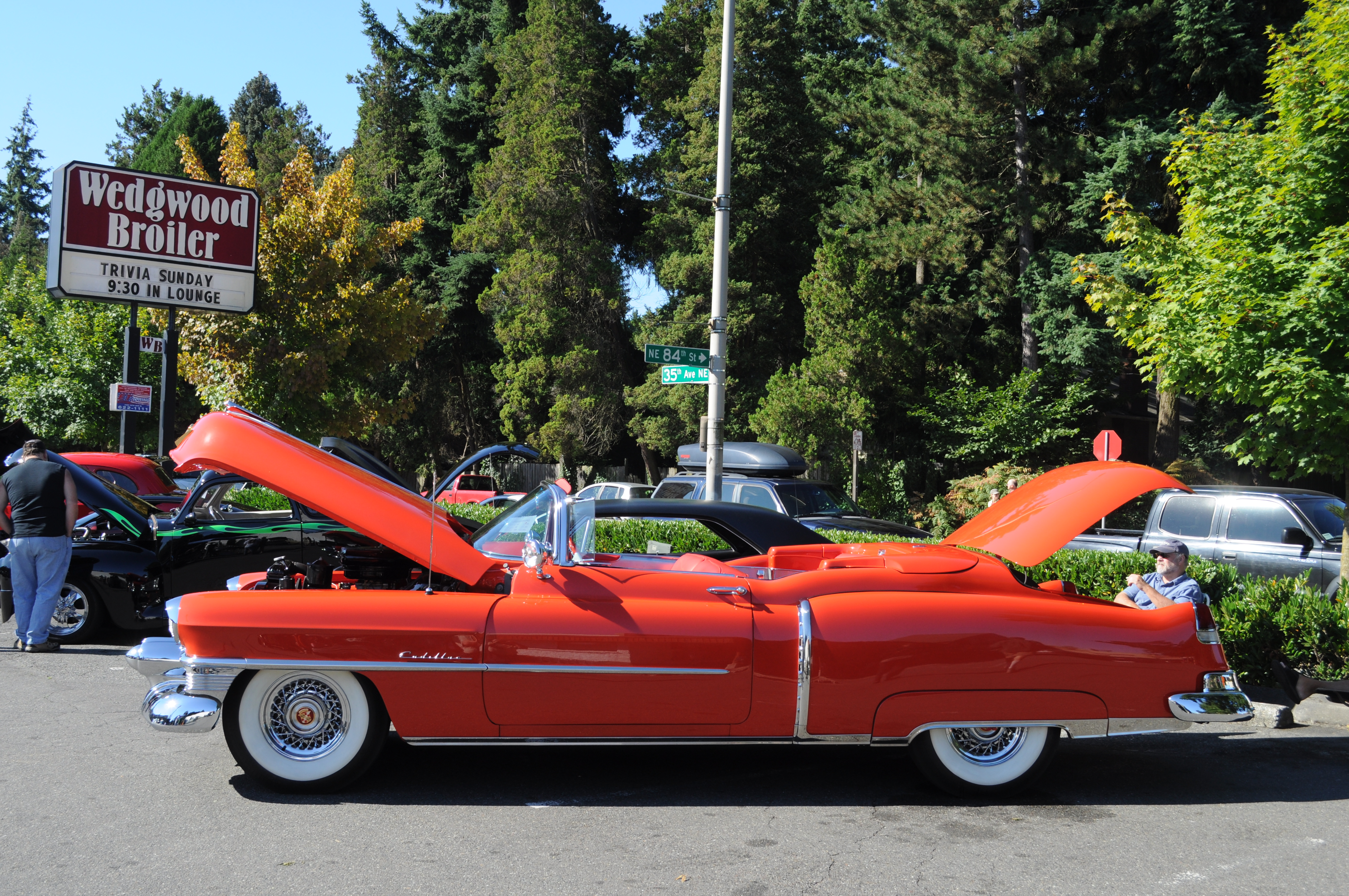
1953 Cadillac Series 62 Eldorado

В 1948 году Series 62 был переведён на шасси длиной 3200 мм от Series 61, в результате чего транспортные средства были практически идентичны. Главным отличием, помимо дополнительного хрома, являлось наличие версии кабриолет. Также отличительными особенностями были рифлёный металлический щиток от гравия на переднем крыле, V-образная хромовая чёрточка ниже задних огней и немного более богатая внутренняя отделка; боковые молдинги теперь были и на дверях. Также в 1948 году впервые были добавлены хвостовые плавники. Продажи упали до 34 213, тем не менее они составляли рекордные 68 % всех проданных Кадиллаков.
Новый двигатель Cadillac OHV V8 был большой новостью для 1949 года, однако в остальном изменения были незначительны. Этот 5,4-литровый двигатель производил 160 л. с. (119 кВт). Основным различием между 61 и 62 сериями с подобными кузовами были незначительные вариации отделки. Самые дорогие комплектации, которые имели защиту передних крыльев от гравия и боковые молдинги, не изменились. V-образная хромовая чёрточка под задними огнями исчезла. Кабриолет был эксклюзивным предложением. Обогреватель стал опциональным. Продажи достигли рекордных 55 643.
Cadillac серии 62 Купе де Виль был введён в конце 1949 модельного года. Вместе с Buick Roadmaster Riviera и Oldsmobile 98 Holiday, он был одним из первых когда-либо созданных хардтопов без стоек. С ценой в 3496$, он стоил только на доллар меньше, чем Series 62 кабриолет; как и кабриолет, он имел стандартные электрические стеклоподъёмники. Он был роскошно отделан, имел обивку из кожи и хромовые дуги по периметру верхней части автомобиля.
В 1950 году были сильные изменения. Автомобиль стали ниже и изящнее, капот удлинился, ветровое стекло теперь состояли из одной части. Трансмиссия Hydramatic стала стандартом. Series 61 был снова на укороченной колёсной базе 3099 мм. Продажи установили ещё один рекорд — 59 818 штук.
Хромовая линия на всю длину появилась на модели 1951 года, кроме того, Купе де Виль теперь был с заметно улучшенной отделкой и имел надпись «Coupe de Ville» на задних стойках. Продажи составляли 81 844, или более 74 % всех Кадиллаков.
В 1952 году в честь 50-летия Cadillac были введены V-образная форма капота и золотая эмблема. Series 62 седан так же отличался более высоким задним контуром багажника, это обуславливало дополнительный объём багажного пространства. Верхние задние фары объединились с задними фарами и теперь были в стандартном оборудовании. Полоса, идущая от решётки радиатора, была изменена снова, теперь она протягивалась от низа каждой фары и шла через крылья. Появилась крылатая эмблема золотой цвета на тыловой части капота. Под задним бампером всех Кадиллаков появились сдвоенные выхлопные патрубки. Над позолоченной V-образной эмблемой теперь устанавливался хромовый гребень. Новые стандартные функции включали в себя самозаводящиеся часы, улучшенные индикаторы поворота, противоослепляющие зеркала, поршни, обработанные станнатом, а также четырёхкамерный карбюратор. Мощность 5,4-литрового двигателя возросла до 190 л. с. (142 кВт). Продажи упали до 70 255, но вместе с Series 61, продажи Series 62 составили рекордные 78 % всех Кадиллаков.
У Series 62 1953 года были переработаны решётка радиатора с тяжёлым встроенным бампером и тяжёлыми перемычками, произведено репозиционирование габаритных огней под фары, хромовых «бровей» боковых фар; заднее стекло теперь было без разделительной полосы. Колёсные диски были выполнены в новом привлекательном круговом стиле. Новый Series 62 легко было узнать по безрешётчатым задним крыльям, тонкому металлу в нижней задней части машины, по гребнями и V-образным эмблемам на капоте и крышке багажника. Версия Club Coupe исчезла. Двухдверные Series 62 были либо хардтопами (в том числе Купе де Виль), либо кабриолетами. Другое известное имя появилось в 1953 году. Лучшая версия — «Эльдорадо» — была одной из трёх специальных кабриолетов производства General Motors 1953 года, две другие — Oldsmobile Fiesta 98 и Buick Skylark Roadmaster. Роскошный кабриолет Эльдорадо выпускался ограниченным тиражом, и в конечном итоге стал собственной серией автомобилей. Он отличался полным ассортиментом аксессуаров класса люкс, в том числе проволочными колёсами, а также на нём представили обтекаемое закруглённое лобовое стекло, которое позже унаследовали другие Кадиллаки. Продажи установили новый рекорд — 85 446 штук.

## 1954—1956 годы

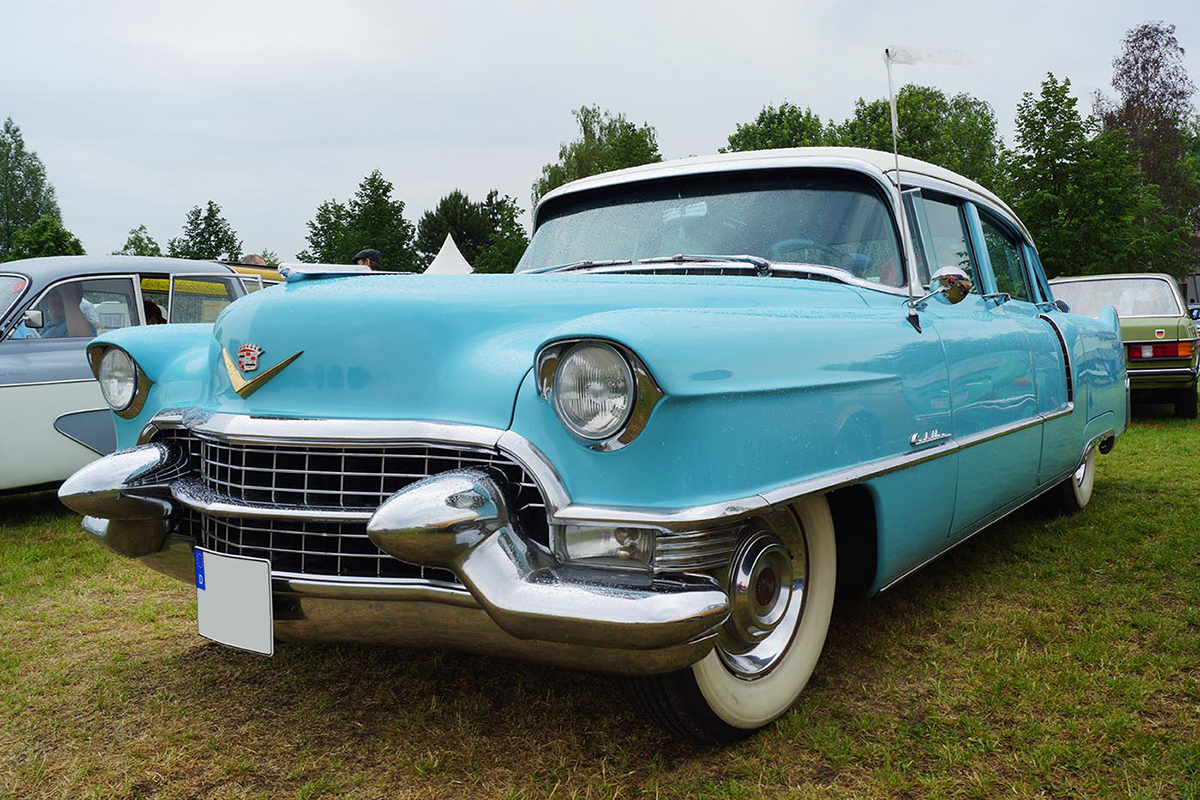
1955 Cadillac Series 62 Sedan на фестивале олдтаймеров в MAFZ Erlebnispark Paaren, Шёнвальде-Глин, Германия.

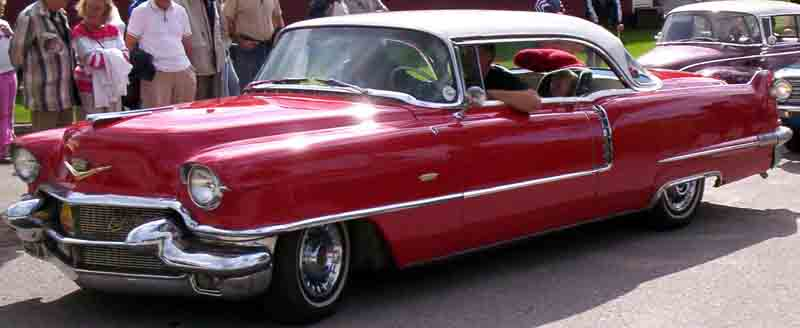
1956 Cadillac Series 62

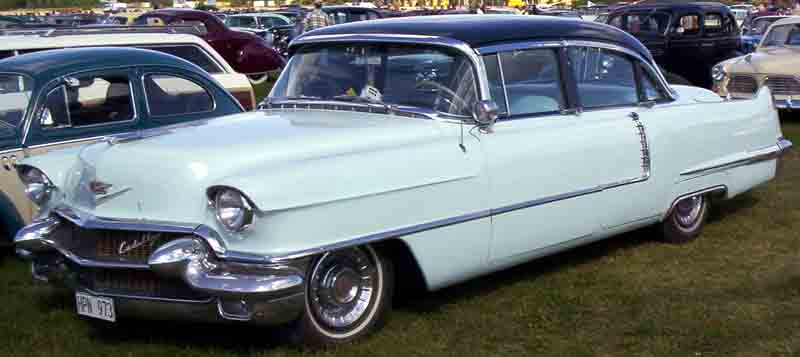
1956 Cadillac Series 62 купе

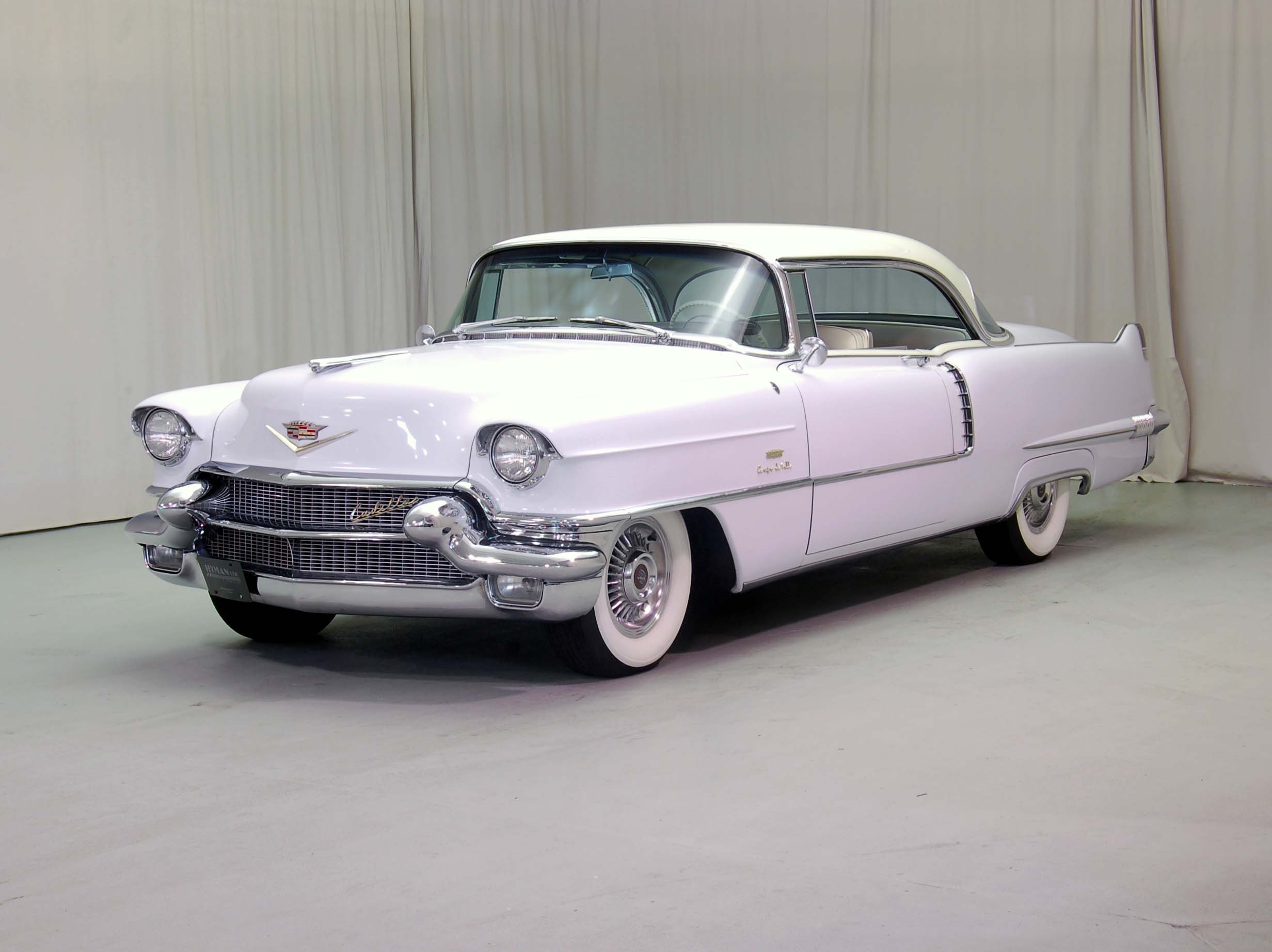
1956 Cadillac Series 62 Coupe de Ville

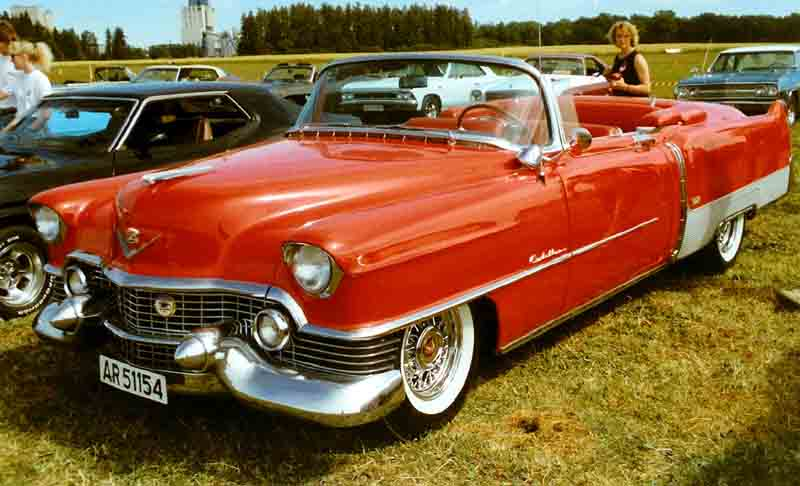
1954 Cadillac Series 62 Eldorado

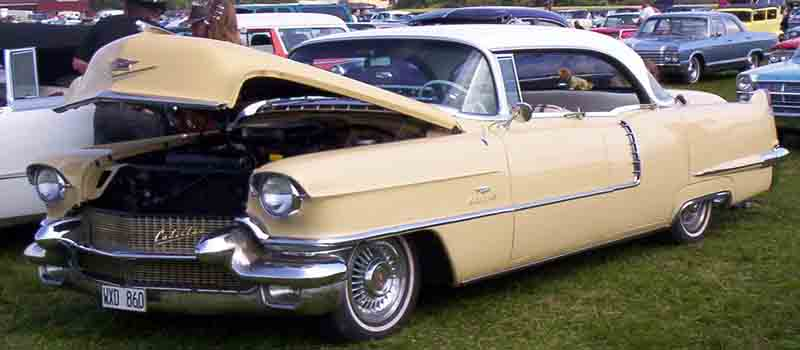
1956 Cadillac Series 62 Sedan de Ville

У Series 62 появились более низкий гладкий кузов, новая «сотовая» решётка радиатора, «перевернутые крылья чайки» на переднем бампере и конические бамперы Дагмар. Двойная круглая выхлопная труба была включена в вертикальное расширение бампера, поэтому задний бампер был полностью переработан. Обтекаемое лобовое стекло в стиле Эльдорадо можно было увидеть на всех моделях. На седанах использовался особый стиль оконных молдингов, которые создавали эффект солнцезащитного козырька. На купе плавно изогнутое обтекаемое заднее стекло создавало эффект контрового света, называемого «Florentine». Широкая заслонка вентиляционной системы теперь тянулась от основания лобового стекла на всех кузовах; хромовый козырек фар ярко подчёркивал автомобиль. Series 62 легко было отличить из-за отсутствия заслонки на задних крыльях. V-образная эмблема и гребень по-прежнему были на капоте; весь кузов подчеркивался блестящим хромом на всю длину. Купе де Виль можно было отличить по задним углам стоек, на которых также были широкие молдинги. На Эльдорадо гребень был золотым; широкая рифленая панель украшала нижнюю часть заднего бампера. Эти панели были сделаны из экструдированного алюминия, она также появилась на одном уникальном купе Эльдорадо, построенным для корпорации Reynolds Aluminum. Кроме того, на купе Эльдорадо были монограммы на двери, колёса с проводами, а также отделка интерьера с гербом Cadillac на сиденьях на заказ. Автоматические дворники, гидроусилитель руля, 12-вольтовая система электрики и поршни из алюминиевого сплава входили в длинный список стандартного оборудования в начале 1954 года. Ручка стояночного тормоза подсвечивалась, что было новизной для того времени.
В 1955 году была изменена решётка радиатора с большим пространством между лопастями и стояночными огнями, перенесёнными под фары. Молдинги по бокам кузова формировали прямой угол с вертикальной полосой на задней двери и крыльях. Они скрывали места присоединения листов металла. Заднее стекло с эффектом «Florentine» теперь использовалось и на седанах. Три хромовых молдинга граничили с задним номерными знаком с обеих сторон. Купе де Виль имел золотую табличку в верхней части кузова на задних стойках. Спортивное купе Эльдорадо имело дополнительные опции, такие как широкие хромовые молдинги на всю длину кузова, характерный дизайн заднего крыла, с двумя круглыми задними огнями и заострёнными плоскими хвостовыми плавниками. Бескамерные шины были новой стандартной функцией Cadillac. Продажи достигли рекордных 118 190, что составляло почти 84 % всех проданных Cadilllac.
В 1956 году появилась новая решётка радиатора, с тонкими текстурированными вставками, произошло репозиционирование габаритных огней под бамперы. Покупатели получили возможность оставить стандартную матовую решётку или дополнить отделкой золотом. Табличка Cadillac находилась на левой стороне. Также появились тонкие хромовые молдинги и девять вертикальных заслонок. Купе де Виль имел табличку и гребень Cadillac по бокам передних крыльев. К Купе де Виль присоединился Седан де Виль, первый четырёхдверный хардтоп Cadillac. Как и Купе-де-Виль, он отличался более дорогой и роскошной отделкой, чем стандартный седан Series 62. Их было продано 41 732, Седан де Виль легко превзошёл по продажам седан серии 62 в первый же год. Принимая во внимание коммерческий успех, Кадиллак переместил Купе-де-Виль и Седан-де-Виль в свои отдельные серии автомобилей в 1959 году — Series 6300, позже (в 1964 году) к ним присоединится кабриолет De Ville. Эльдорадо также получил новый кузов — двухдверный хардтоп, названный Seville. Шильдик Эльдорадо появился на решётке радиатора. Дополнительной опцией кабриолета Эльдорадо, известной как Biarritz, были ребристые хромированные молдинги, простирающиеся от лобового стекла до задней стойки, и плоские, заострённые задние плавники; всё это было, чтобы отличить Эльдорадо от Seville.
Объём продаж Series 62 в 134 502 единиц побил все рекорды в 1956 году, что составляло рекордные 86,4 % всех проданных Cadillac. Из них 66 818 штук были De Ville и 6050 — Eldorado.

## 1957—1958 годы
В 1957 году была введена трубчатая X-рама без боковых молдингов. Это привело к большей структурной жёсткости и улучшило нижнюю часть кузова без потери полезного пространства. Спереди автомобиль был отмечен резиновыми бамперами и двойными круглыми фарами, установленными в нижней части бампера. Боковая отделка была пересмотрена, появились задние двойные огни. У стандартных Series 62 были блестящие металлические молдинги перед задними колёсами, они выделялись семью горизонтальными прорезями. Верхний конец бамперов присоединился к горизонтальному молдингу, который тянулся вдоль конического зада и расширялся к задним огням. Появился гребень спереди угловатых задних плавников. На De Ville были специальные шильдики на передних крыльях. На Series 62 Эльдорадо (в отличие от Series 70 Eldorado Brougham) выделялись название модели выше V-образного заднего бампера и орнамент на передних крыльях. Заднее крыло и контур бамперов были отделаны широкой панелью из нержавеющей стали. Также были плавники-«акулы», направленные в сторону задней части автомобиля. Трёхсекционная форма переднего бампера была ещё одной эксклюзивной чертой Series 62 Эльдорадо, которая появилась с длинным списком стандартного оборудования автомобиля. Новое поколение было дополнено субсерией, четырёхдверным седаном Eldorado Seville, но только четыре экземпляра было фактически продано, и его отменили в следующем году.
В 1958 году появилась новая решётка радиатора с участием нескольких круглых «планок» на пересечении горизонтальных и вертикальных элементов. Решётка радиатора стала шире, а новые перемычки бамперов теперь были расположены ниже стояночных огней. Появились новые сдвоенные фары и небольшие хромовые плавники, которые украшали передние крылья. Хвостовые плавники были менее выражены, их отделка была пересмотрена. Слово Cadillac печатными буквами появилось на плавниках базовых моделей. По бокам машины были пять горизонтальных прорезей перед задними колёсами, горизонтальные молдинги передних крыльев с гребнями располагались над задней кромкой. На кабриолете и De Ville использовались отделка твёрдым металлом на нижней части конического бампера, в то время как другие модели имели тонкие рёбра молдингов в том же месте. На Series 62 Эльдорадо, V-образный орнамент и идентификационная табличка модели были установлены на капоте. На Series 62 Эльдорадо также было десять вертикальных шевроновых прорезей перед задними колёсами и гребень спереди хвостовых плавников. Широкая панель украшала нижнюю заднюю часть на всех Series 62 Эльдорадо, расширения вокруг колёс растянулись вдоль порога кузова. Стандартное оборудование на всех Series 62 было таким же, как и в предыдущем году. Новинкой был расширенный капот Series 62 sedan, который, наряду с Series 62 Седан де Виль, стал на 21 сантиметр больше, чем обычный четырёхдверный Series 62, а специальный Series 62 Eldorado Seville только один был фактически построен. Исключая экспортные модели и шасси, Series 62 бил все рекорды — он выпускался в девяти кузовах в этом году. Печально известная пневматическая подвеска Cadillac стала необязательной. В следующем году De Ville и Eldorado были выделены в свой модельный ряд.

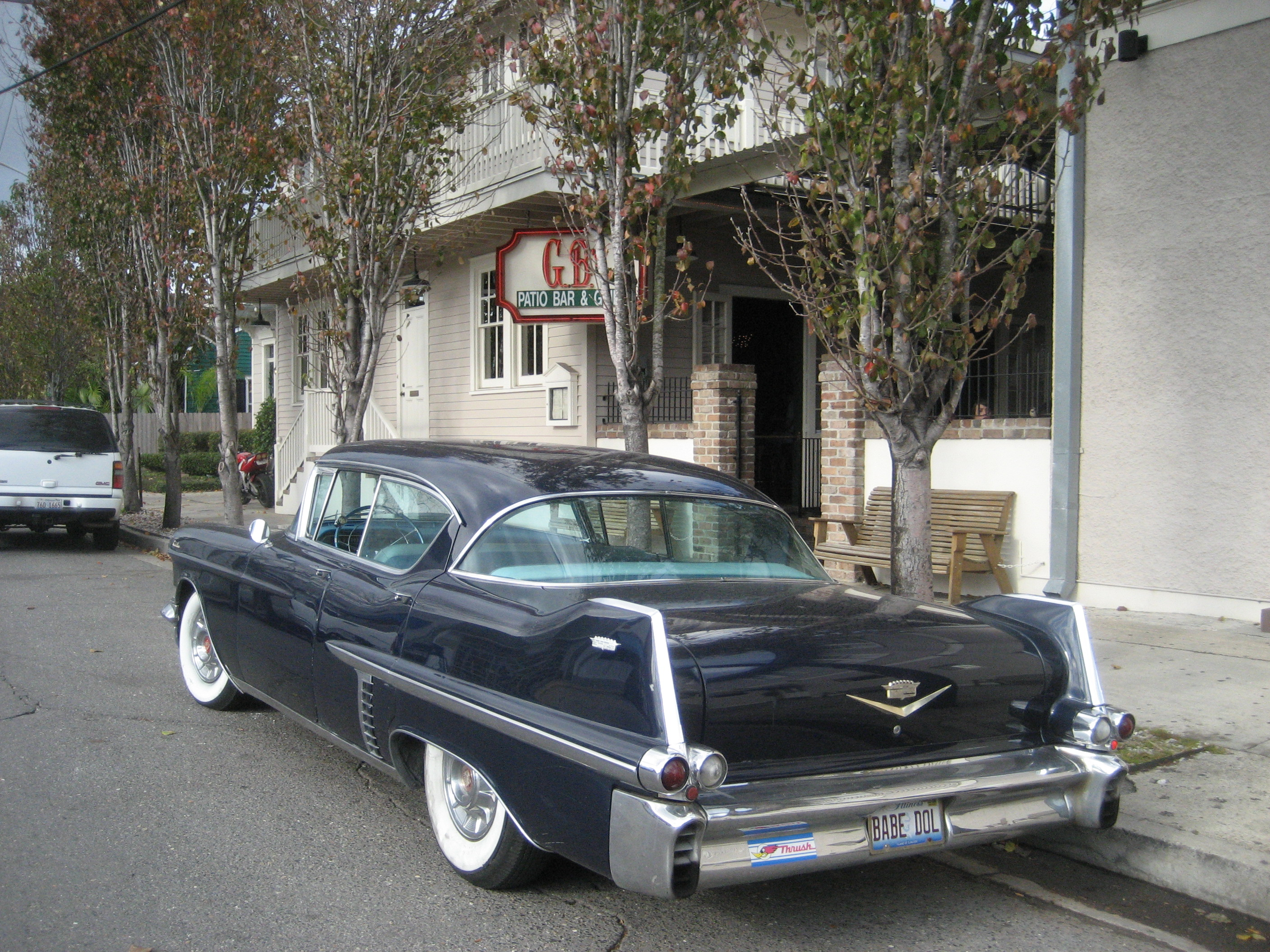
1957 Cadillac Series 62
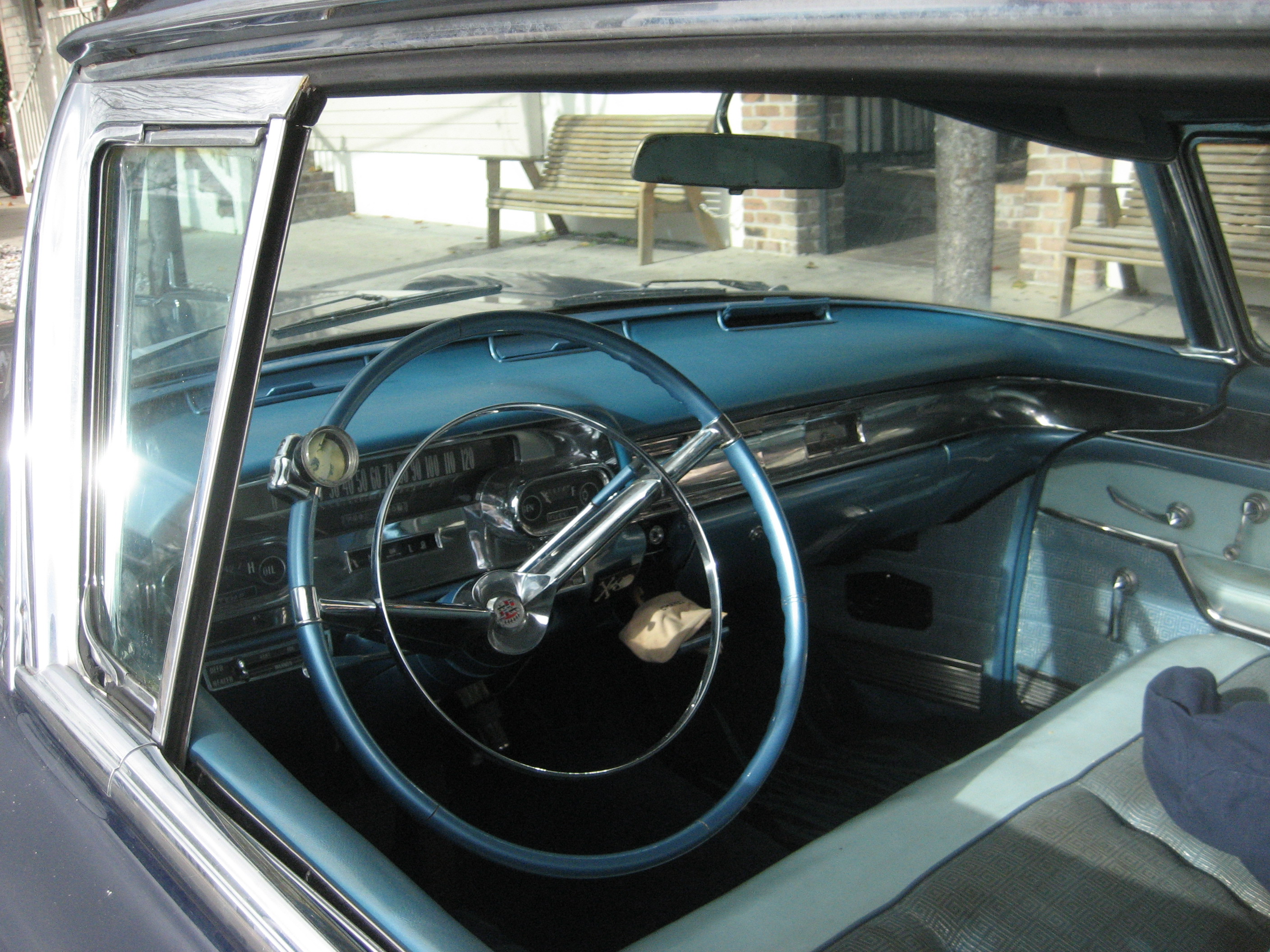
Интерьер Cadillac Series 62 1957 года
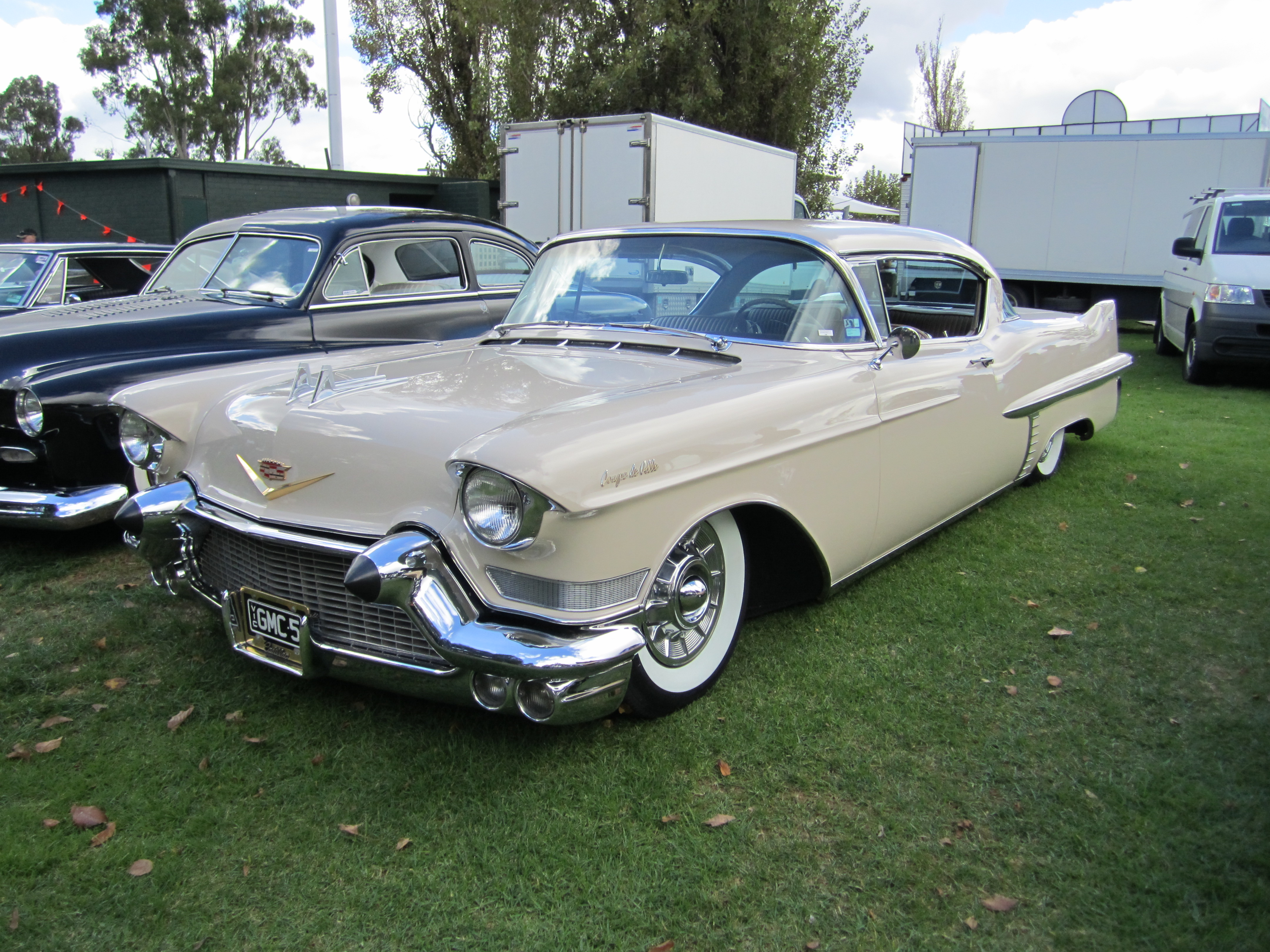
1957 Cadillac Series 62 Coupe de Ville
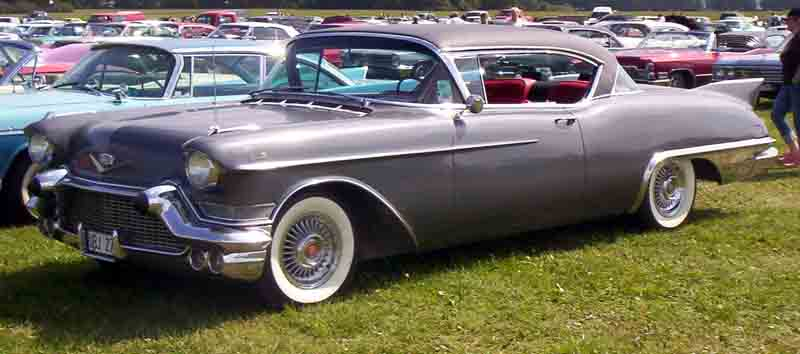
1957 Cadillac Series 62 Eldorado Seville
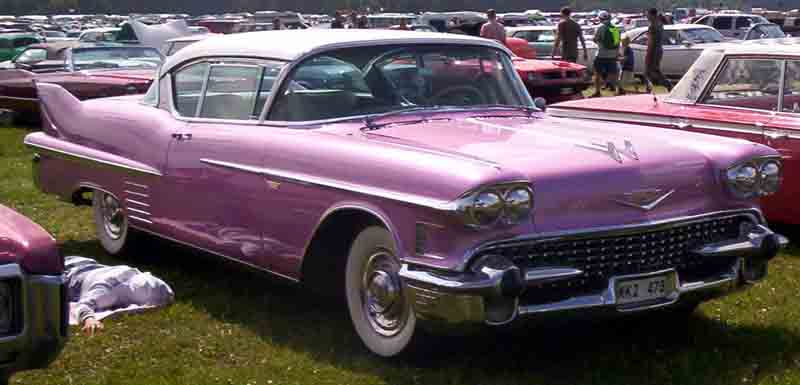
1958 Cadillac Series 62 купе
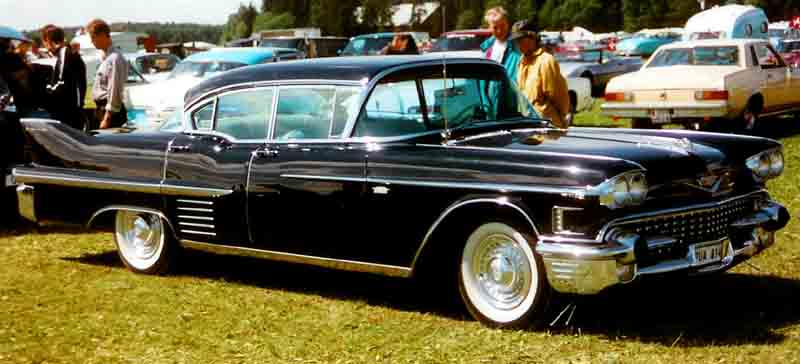
1958 Cadillac Series 62 Sedan de Ville
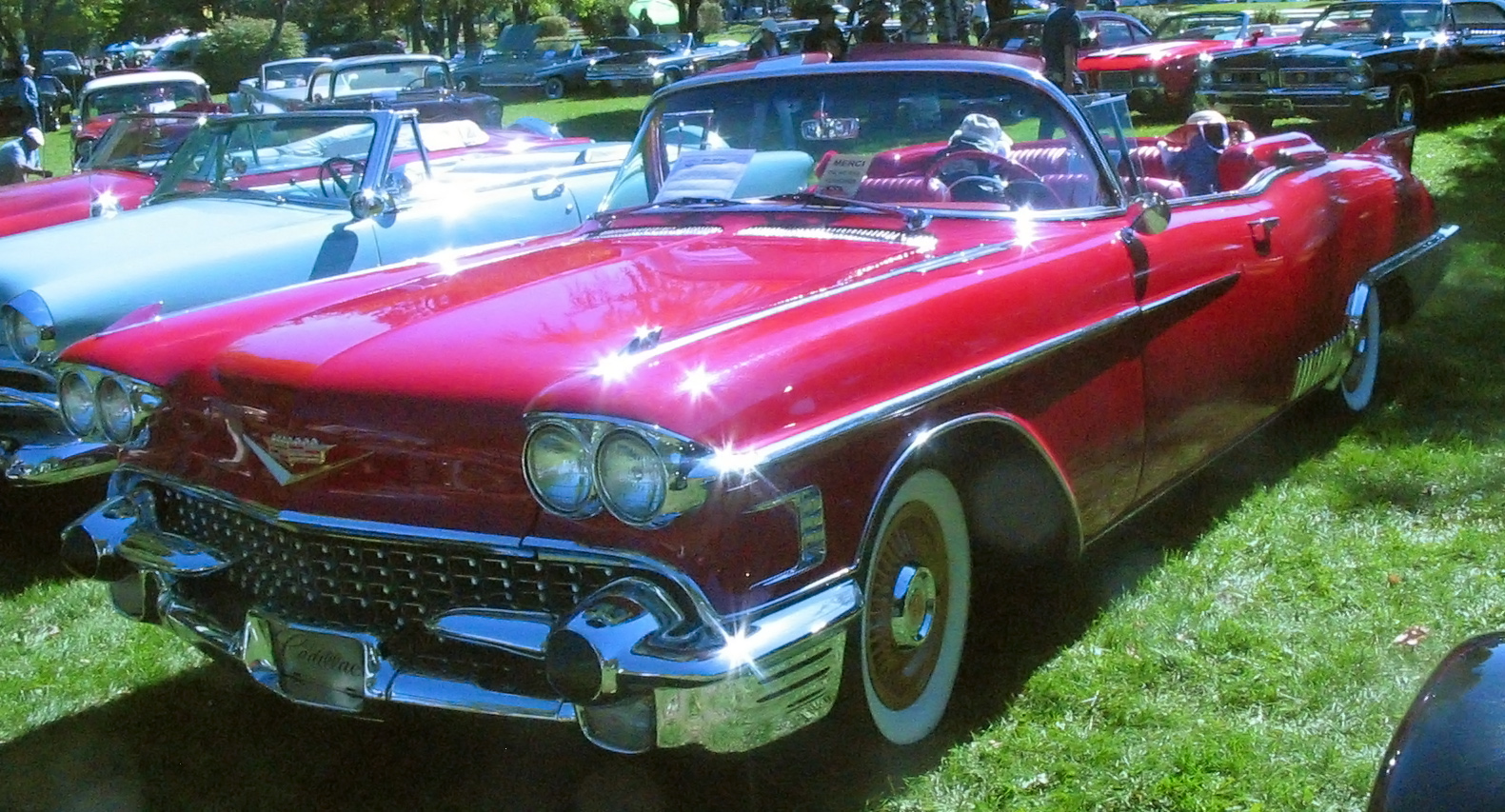
1958 Cadillac Series 62 Eldorado Biarritz

## 1959—1960 годы

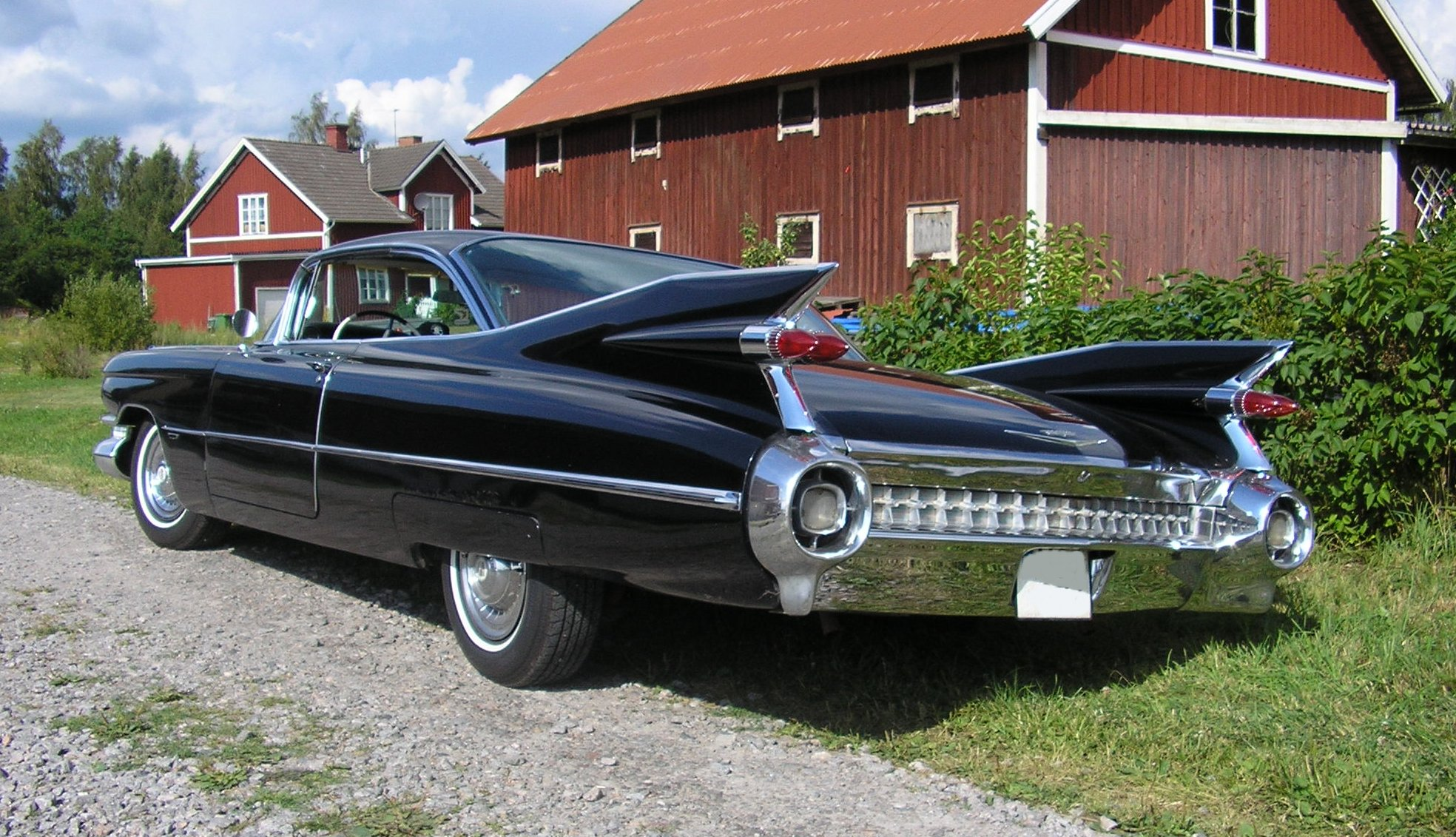
1959 Cadillac Series 62 купе

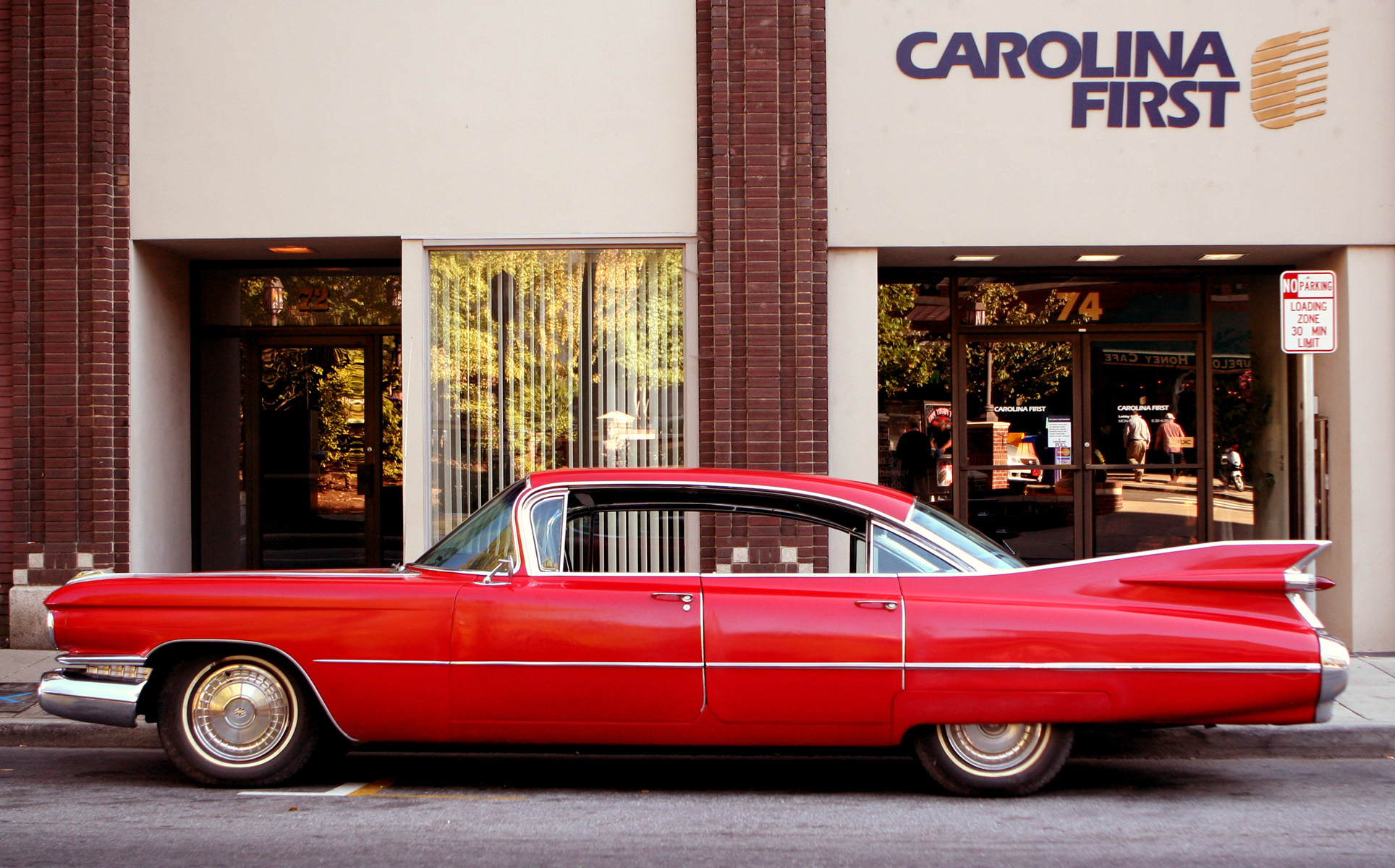
1959 Cadillac Series 62 6-оконный седан

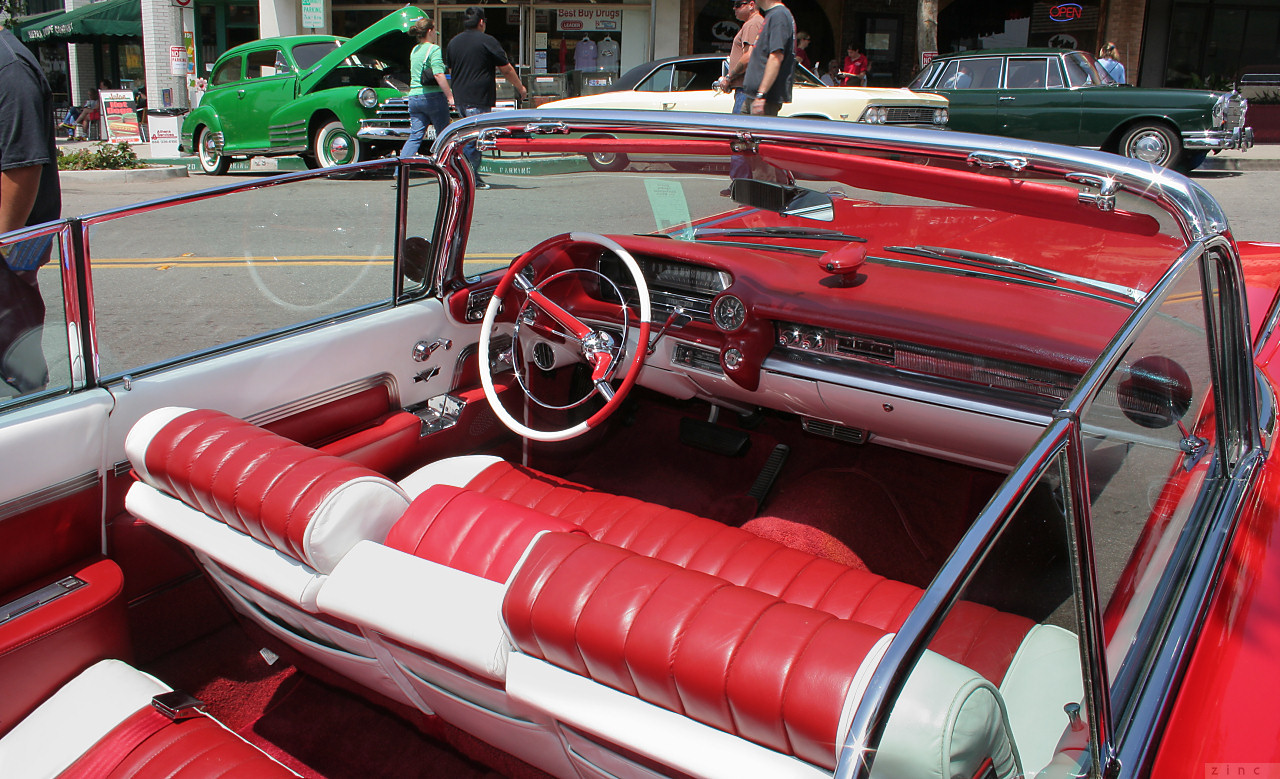
1959 Cadillac Series 62 интерьер кабриолета

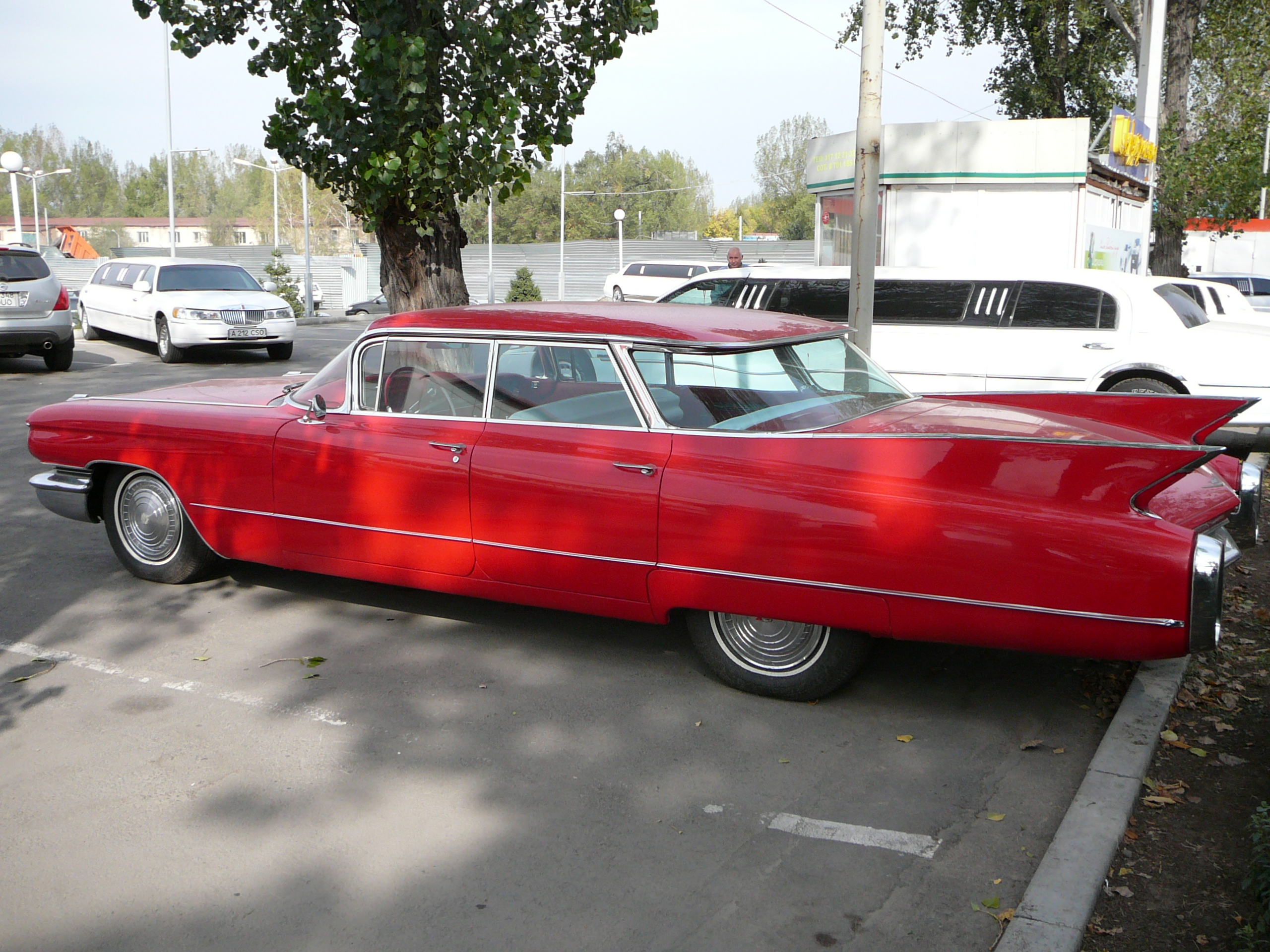
1960 Cadillac Series 62 4-оконный седан

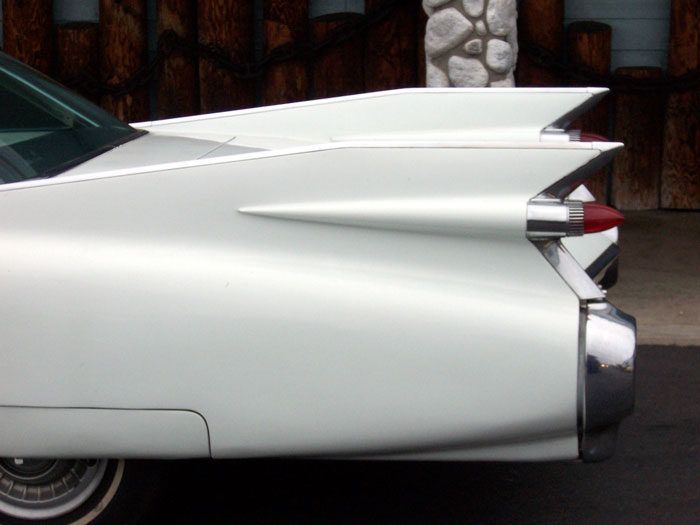
За исключением Eldorado Brougham 1959 года Кадиллаки славились высокими хвостовыми плавниками с двойными задними огнями посередине плавника. Они были пиком дизайна 1950-х годов.

Cadillac 1959 года помнят за его огромные острые хвостовые плавники с двойными пулеобразными задними огнями, двумя различными конфигурациями крыши и стоек, новой решёткой радиатора и новой крышкой капота. В 1959 году Series 62 переименовали в Series 6200. De Ville и двухдверный Eldorado были переведены из Series 62 в свои отдельные серии — 6300 и 6400 соответственно, хотя все они, включая четырёхдверный Eldorado Brougham (который был перенесен из Series 62 в Series 6900), имели одну и ту же колёсную базу — 3302 мм. Мощность 6,4-литрового двигателя составляла около 325 л. с. Series 6200 идентифицировалась прямыми молдингами, которые тянулись от передних колёс до заднего бампера, со значками под копьями. На заднем бампере появилась своя решётка. Стандартное оборудование, имеющее усилитель тормозов, усилитель руля, автоматическую коробку передач, резервные лампы, стеклоочистители, двух-скоростные стеклоочистители, колёсные диски, наружное зеркало заднего вида, обычное зеркало и масляный фильтр. Кабриолет имел электрические стеклоподъёмники и электропривод сидений (двигались вперёд и назад). Обычные юбки закрывали крылья задних колёс; четырёхдверная версия были доступна в четырёх или шестиоконном варианте. Вместе с De Ville и двухверным Eldorado продажи серии упали до скромных 70 736, самого низкого показателя с 1950 модельного года.
Series 6200 1960 года имела более гладкий, более сдержанный стиль. Общие изменения включали широкую решётку, устранение острых перемычек переднего бампера, отделку хромом стали применять реже, хвостовые плавники были с округлёнными фарами, на передних крыльях были установлены лампы индикатора направления. Серия 6200 отличалась простой юбкой крыльев, тонкими копьями на три четверти длины кузова и гребнями и надписями Cadillac на коротких горизонтальных полосах крыльев переднего бампера, расположенных позади фар. Четырёх и шестиоконные седаны предлагались по-прежнему. Признаками старой версии были неразъёмные обтекаемые огни и плоская крыша, в то время как новая имела покатое заднее стекло и крышу. Техническая начинка включала барабанные тормоза и X-рамную конструкцию. Интерьеры были выполнены в цветах Fawn, синий или серый Cortina Cord; бирюзовый, зелёный, персидский песок; или чёрный с флорентийским винилом. Кабриолеты были обиты флорентийской кожей в один или два тона, или комбинациями монохроматический кожи Кардифф.

## 1961—1964 годы

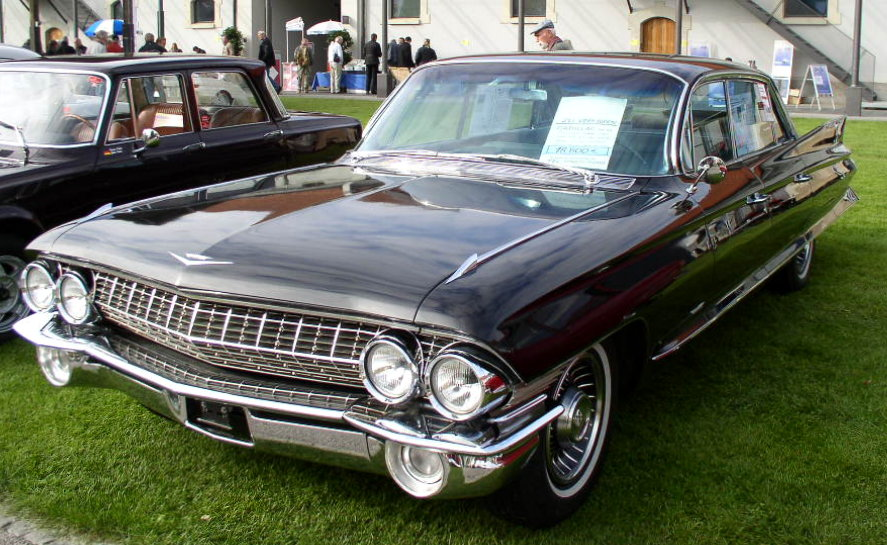
1961 Cadillac Series 62 6-оконный седан

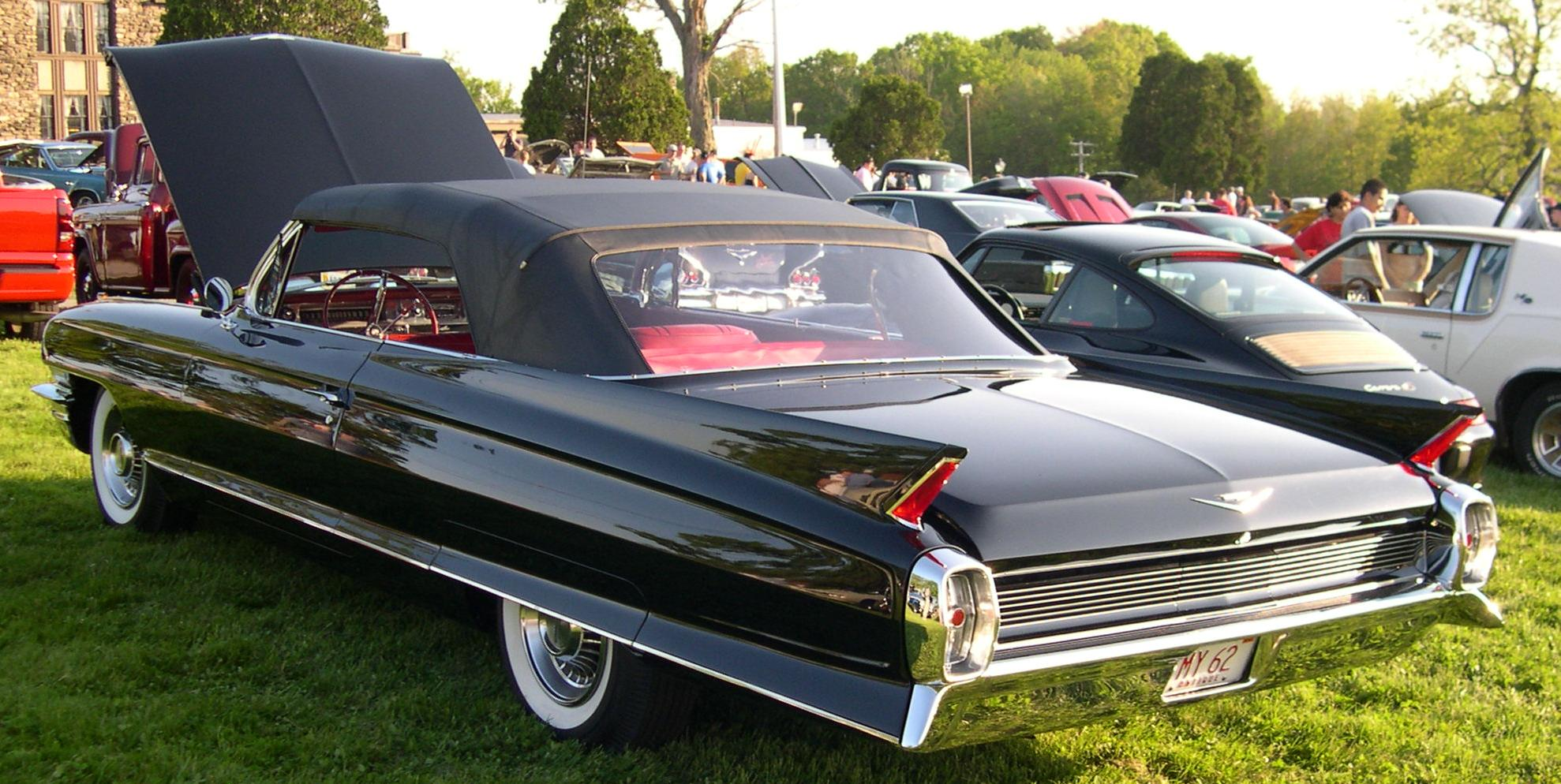
1962 Cadillac Series 62 кабриолет

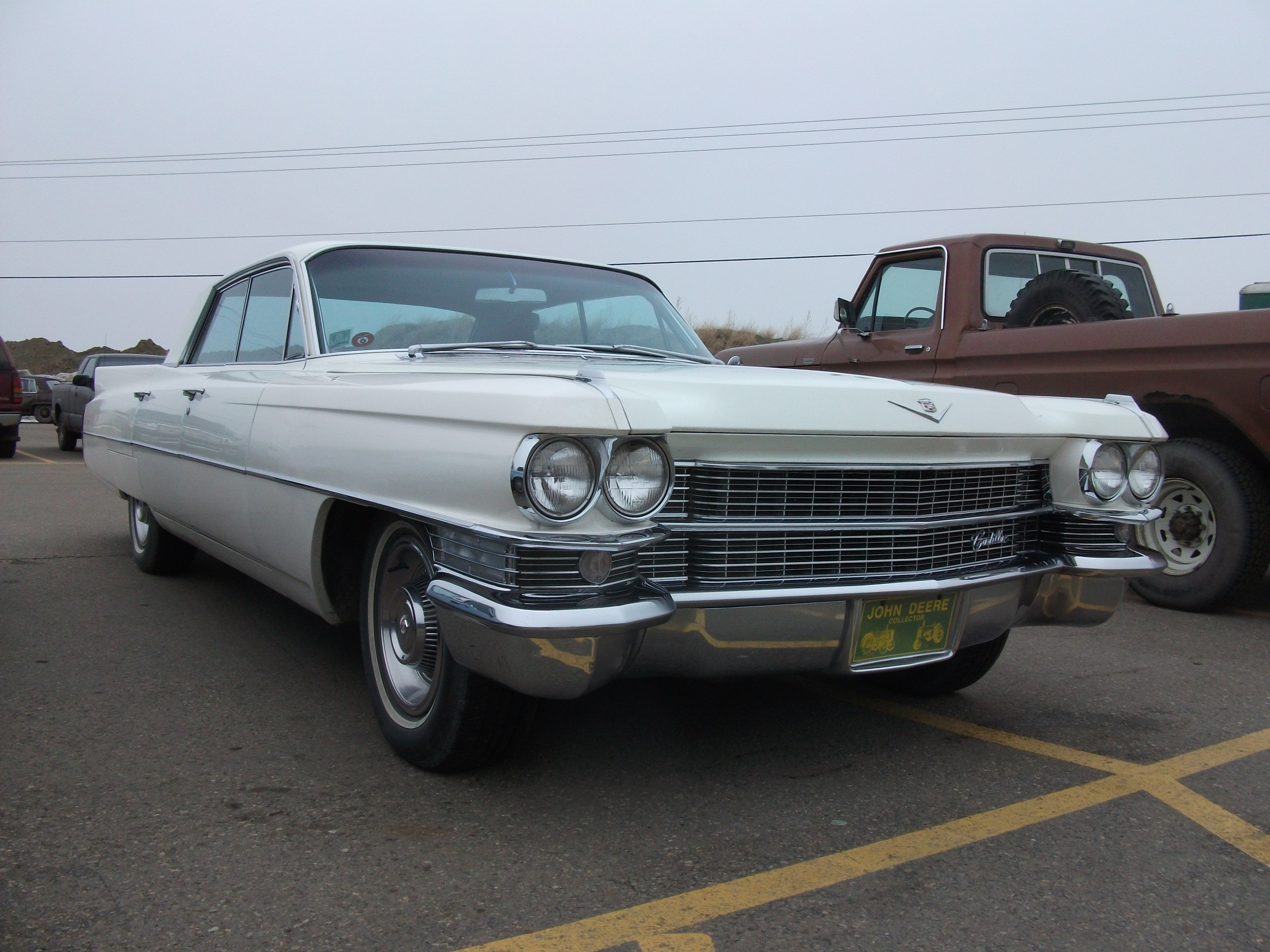
1963 Cadillac Series 62 4-оконный седан

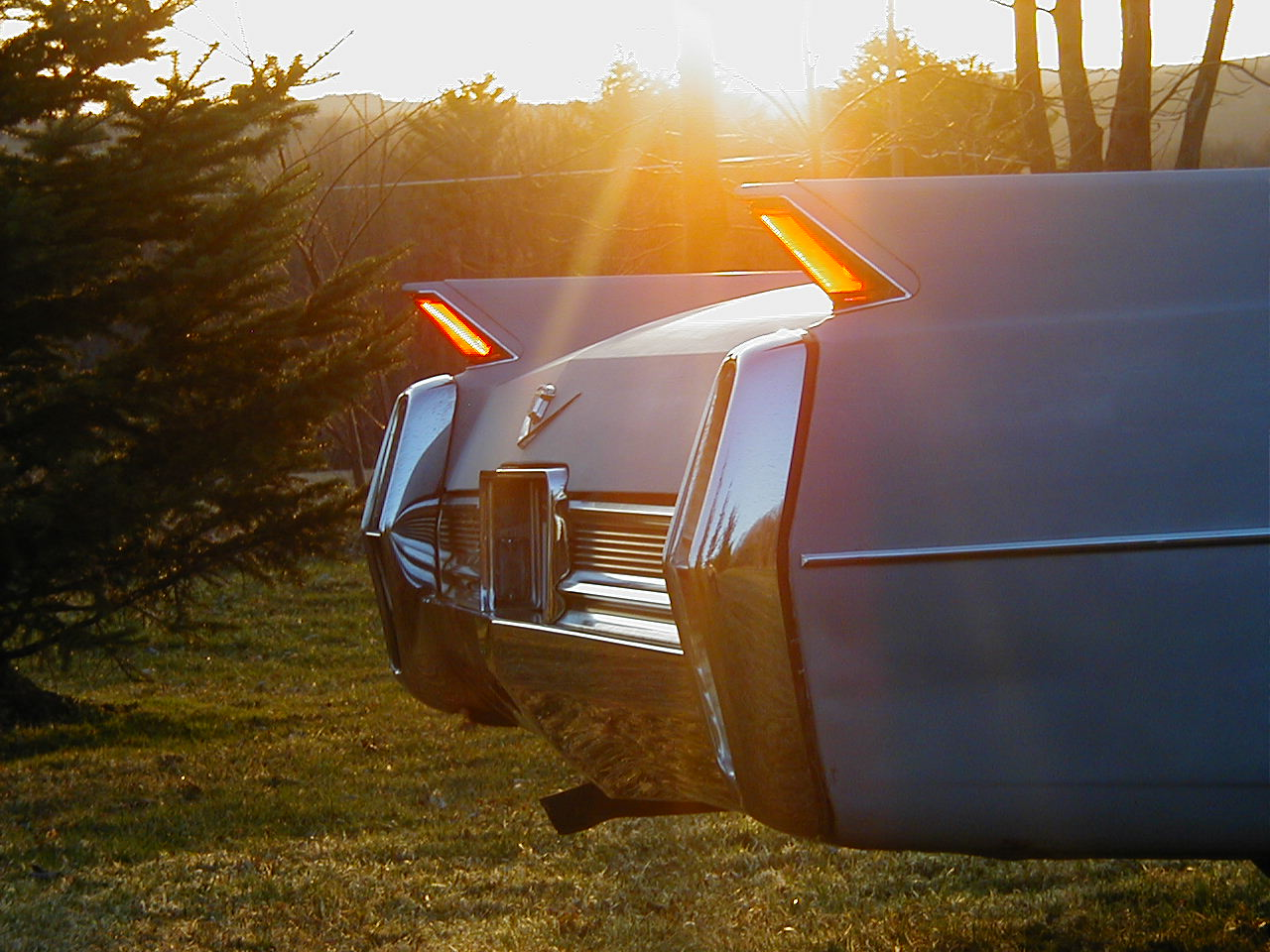
1964 Cadillac Series 62 («конец» заката)

Cadillac провели рестайлинг и ре-инжиниринг модели для 1961 года. Новая решётка радиатора стала более наклонённой к бамперу и капоту, шла вдоль горизонтальной линии, и заканчивалась между двойными фарами. Появились новые косые передние стойки с необтекаемым стеклом. Пересмотренная задняя подсветка имела угловатые линии с тонкими стойками на некоторых моделях и тяжёлой крышей на других. В стандартное оборудование входили усилитель тормозов, усилитель руля, автоматическая коробка передач, двойные задние огни, омыватели лобового стекла, двойные стеклоочистители с регулировкой скорости, колёсные диски, простые боковые юбки, наружное зеркало заднего вида, зеркало и масляный фильтр. Прорезиненные передние и задние пружины заменили проблемную систему пневматической подвески. Четырёхствольная система индукции стала единственной при выборе питания, так как двойной выхлоп уже не был доступен.
Лёгкая перелицовка характеризуется тенденциями стиля Cadillac в 1962 году. Появились плоская решётка с толстым горизонтальным столбцом в центре и более тонкие заштрихованные вставки. Ребристая панель с хромированной отделкой, которая была выше переднего колеса в 1961 году, теперь была заменена на стандартные боковые огни, передние перемычки и значки, идентифицирующие модель, были ликвидированы. Появился более массивный передний бампер с наконечниками и прямоугольные габаритные огни. Задние огни теперь размещались в вертикальной гондоле с угловатым наконечником посередине. Появилась вертикальная ребристая задняя панель на защелке крышки багажника. Надпись Cadillac также появились на нижней левой части решётки радиатора. Хардтоп Town Sedan с коротким капотом, заменявший Sedan de Ville Park Avenue в Series 6300, был перенесён в Series 6200. Кроме того, все модели Cadillac с коротким капотом превратились из шестиоконных седанов в 1961 году в четырёхоконные седанов в 1962 и 1963 году. Town Sedan прекратили выпускать в 1963 году, тх было продано только 4900 штук (Series 62 имели общие продажи 134572 штуки), несмотря на то, что Седан де Виль Park Avenue продали ещё меньше, 4175 (из 150 882 De Ville). Стандартная комплектация включала все оборудование прошлого года плюс дистанционное управление наружного зеркала заднего вида, пять бескамерных колёс с чёрными шинами, обогреватель и размораживатель, передние боковые огни. С большим количеством изоляции на полу и с межсетевым экраном поездка стала ещё комфортнее.
В абсолютном выражении Cadillac 1963 года был по существу таким же, как и в прошлом году. Экстерьер стал выглядеть смелее и решительнее. Были пересмотрены капот и крышка капота. Передние крылья вытянулись почти на 11 мм вперед, а хвостовые плавники были несколько урезаны, чтобы обеспечить более низкий профиль. Боковой скульптуринг был полностью ликвидирован. Немного V-образная решётка радиатора стала повыше и теперь включала внешние расширения, проходившие ниже двойных фар. Среди этих расширений были менее округлые передние габаритные огни. В общей сложности автомобиль имел 143 варианта исполнения, включая спортивные сиденья с шерстью, кожей или нейлоном в качестве обивочной ткани и облицовочным шпоном на приборной доске, дверях и сиденьях, таким образом он установил своеобразный рекорд в интерьерном исполнении. Стандартная комплектация была такая же, как в предыдущем году. Кабриолеты были оснащены дополнительными функциями. Двигатель был полностью изменён, хотя объём и мощность остались прежними — 6,4-литровый агрегате с 325 л. с. (242 кВт).
Ещё менее значительные изменения были 1964 году. Появилась би-угловатая решётка радиатора, которую сформировали V-образной по обеим (вертикальной и горизонтальной) плоскостям. Основная горизонтальная решётка теперь находилась вокруг всего кузова. Внешние расширения панели решётки снова включали габаритные и боковые огни. Семнадцатый год подряд хвостовые плавники Cadillac с новой тонким острым дизайном продолжали традиции. Самым главным изменением стал новый V8. Оборудования были по большей части такими же, как в 1963 году. Комфортное управление, полностью автоматическая система нагревания и кондиционирования воздуха с системой управления термостатом на приборной панели, были представлены впервые в истории. Кабриолет стал не доступен. Новый семилитровый двигатель имел 340 л. с. (253,5 кВт). В свой последний год только 35 079 штук Series 62 было продано, это наименьшее число с 1946 года и чуть более четверти своего рекорда продаж в 1956 году.

## Calais
Series 62 был переименован в Calais в 1965 году.